# 五十嵐淳子
五十嵐 淳子（いがらし じゅんこ、1952年9月20日 - ）は、日本の女優。戸籍名、中村 淳子（なかむら じゅんこ）。血液型A型。埼玉県浦和市（現さいたま市）出身。身長163cm（1972年3月）。

## 人物
夫は、歌手・俳優の中村雅俊。
家族は夫と1男3女。うち、長男の中村俊太は元俳優。三女はモデル・タレントの中村里砂。
東京・渋谷区千駄ヶ谷に自らのフラワーショップ『パストーン』を主宰。フラワーアレンジメントスクール講師も務めており、好評で各種イベントなどにも参加していたが、残念ながら２０２０年に惜しまれながら閉店した。

## 略歴
- 1952年 - 埼玉県浦和市（現さいたま市浦和区）岸町の電器店を営む両親のもとに長女として出生。
- 1970年 - 川村高等学校在学中にモデル・クラブ「ジャパンファッションモデルセンター」に合格しモデル業を始め、芸能活動厳禁である同校を中退後にTBS『日曜8時、笑っていただきます』に「五十嵐じゅん」の芸名で芸能界デビュー。同番組でお茶の間ファンのアイドルとなる[2]。同級生に海老名みどりがいるが五十嵐は開校以来一番の美人で評判だったと証言している。
- 翌1971年に入ると芸能各誌のグラビアなどでひっぱりだことなり清純な美貌のアイドルとして人気を博す。
- 1975年 - 映画『阿寒に果つ』で主演。その後芸名を本名の「五十嵐淳子」に改名。
- 1977年2月1日 - 日本テレビ『俺たちの勲章』での共演を機に中村雅俊と結婚（当時妊娠5ヶ月）。同年7月長男・俊太を出産し、芸能活動を休止する。
- 1988年 - ドラマ『教師びんびん物語』で6年ぶりの女優業復帰。
- 1999年 - 夫・中村が歌う曲『哀しい人』プロモーションビデオで23年ぶりの夫婦共演を果たす。ほぼ同時期、渋谷区千駄ヶ谷に子どもの頃からの夢だったフラワーショップ『パストーン』をオープンさせる。
- 2004年 - 「銀婚旅行」のイメージにふさわしい夫婦として「JAL銀婚旅行ベストカップル2004」に選ばれる。
- 2009年4月4日 - 長男で俳優の俊太が大麻所持で現行犯逮捕される[3][4]。取材に答え、「今回のことは全く言い訳できない。育て方が悪いと言われたら謝るしかないです」「（俊太を）殴ってやりたい。軽率に薬物を所有していることが情けない。責任感が無い」と悲しみと怒りの入り混じった謝罪コメントを表明。

## エピソード
- ドラマ『俺たちの勲章』にゲスト出演し中村と知り合ったが「それまでまともな恋愛をしたことが無かったのに、すぐに同棲を始めて結婚してしまいました。自分でも驚きでした」とトーク番組で語っていた。長男・俊太を授かったために結婚した「授かり婚」であった。

- デビュー当初は、五十嵐じゅんとして清純派ムードが愛され、男の子を中心に人気を博していたが[1][2][5][6][7]、週刊誌に銀座の高級クラブでホステスとして働いていた過去を暴かれ[5][6][8][9][10][11]、1973年4月、正式に芸能界を引退した[12][13]。以降2年間マスメディアから消えていたが[1][5][6][12]、渡辺淳一の『阿寒に果つ』を読んで感銘を受け、1974年秋に東宝で同作品の映画化が決定したことから、同作の田中収東宝プロデューサーに売り込みをかけ[12][13][14][15]、1975年1月17日、『阿寒に果つ』のヒロインに決定し、芸能界の復帰が決まった[12][13][14][15][16][17]。五十嵐は「芸能界には友達もなく、もうこのまま引退でいいと思っていたけど、原作を読んで初めて仕事をやりたいと思いました。これを機会に本物の役者になりたいんです」と話した[13]。『阿寒に果つ』のヒロインに決まっていなければ、芸能界に復帰しなかったかもしれない[12]。また『スタア』（平凡出版）1976年4月号で自身の過去を正直に話すとし[5]、生い立ちと芸能界入りの経緯について、浦和生まれや父は電器店やレコード販売の経営などは、それまで伝えられた通りだったが、キネマ旬報社刊行『日本映画俳優全集 女優編』59頁に書かれた「高校在学中、雑誌のモデルをしているところをスカウトされ…」の件は事実でなく[1]、「川村高校2年17歳の夏に家出し、高校は中退した。銀座のクラブ『徳大寺』で1週間だけアルバイトをした。このとき、上条英男さんに会ったが、すぐに芸能界入りしなかった。芸能界入りの直接のきっかけは18歳の誕生日の後、1970年の秋に東映東京撮影所に遊びに行ったときに上条さんに再び会って芸能界入りした」などと話した[5]。『週刊セブンティーン』1972年3月14日号の「アイドル名鑑」には「東映ニューフェースとしてデビューして芸能界入り」と書かれている[2]。梅宮の実弟は銀座のナンバーワンスカウトと言われた人で[18]、梅宮も自身が勝手知ったる銀座のホステスをタレントとしてスカウトし、自身の主演映画に出演させ[19][20][21]、友人の上条の事務所「ジュエム・カンパニー」（後に「サンズ・カンパニー」）に預けていた[6][19]。梅宮の主演映画は"不良性感度映画"ばかりのため[19]、既存の女優は出演を嫌がった[19]。西城秀樹は「僕のサインは、同じ事務所にいた五十嵐淳子さんが考えたんです」と述べている[22]。

## 出演

### テレビドラマ
- 木下恵介アワー 「二人の世界」第16話（1970年、TBS） - 昭子
- 大河ドラマ（NHK総合）
  - 「新・平家物語」（1972年） - 瑠璃子
  - 「風と雲と虹と」（1976年） - 千載
  - 「おんな太閤記」（1981年） - 小督
- 一心太助 第15話「花ある絶縁状」（1972年、CX・国際放映） - お菊 ※五十嵐じゅん名義
- 夏姿花の忠臣蔵（1972年6月4日、TBS）
- いま炎のとき（1972年、TBS）
- あしたに駈けろ!（1972年、CX）
- 地獄の辰捕物控（1972年、NET）
- 北都物語 - 絵梨子のとき -　第1話〜第3話（1975年、YTV）
- 俺たちの勲章 第14話「雨に消えた・・・」（1975年、NTV・東宝） - 石島かおり
- 東芝日曜劇場（TBS系）
  - 第967回「みどりもふかき」（1975年6月22日、RKB）
  - 第1043回「霧の日の童話」（1976年12月5日、RKB）
- 太陽にほえろ! 第156話「刑事狂乱」（1975年、NTV・東宝）倉橋律子
- 敬礼!さわやかさん 第18話（1975年、NET）
- マチャアキの森の石松 第10話（1975年、NET）
- 事件ファイル110 甘ったれるな（1976年、TBS） - 吉川圭子
- 男たちの旅路（1976年、NHK総合） - 浜宮聖子
- 泣かせるあいつ　第11話（1976年、NTV）
- 江戸の旋風Ⅱ（1976年、CX）
- 早春物語（1976年、TBS）
- 江戸特捜指令（1976年、MBS）
- 火曜日のあいつ　第17話「悲恋!トラック一座また会う日まで」（1976年、TBS・東宝）-中村右菊衛門の娘、さつき
- 伝七捕物帳 第136話 「孝心 涙の力石」（1977年、NTV・ユニオン映画） - おぎん
- 浮浪雲 第4話（1978年、ANB） - 久
- 日曜恐怖シリーズ「すすり泣く湖」（1978年8月6日、KTV）
- 江戸の激斗 第2話「闇にひそむ牙」（1979年、CX・東宝） - お涼
- 西部警察 第27話「傷だらけの白衣」（1980年、ANB・石原プロ） - 相川かずみ
- 旅がらす事件帖 第4話「俺もお前もはぐれ鳥」（1980年、KTV・国際放映） - さだ
- 森繁久彌のおやじは熟年 第5話「春爛漫夫婦だんご」（1981年、ANB） - 千鶴子
- あっけらかん（1982年、NTV） - 長井和江
- 火曜サスペンス劇場 「水の魔法陣」（1982年9月7日、NTV）
- 教師びんびん物語（1988年、CX） - 国立響子
- 面影橋・夢いちりん（1988年、ANB）
- 新春ドラマスペシャル「サラリーマン忠臣蔵 華麗なる復讐」（1989年1月1日、ANB）
- 教師びんびん物語スペシャル　〜ありがとう、君たちを忘れない〜（1989年10月4日、CX）
- パパとなっちゃん（1991年、TBS） - 静江
- 誰かが彼女を愛してる（1992年、CX） - 黒沢千恵子
- 聖龍伝説（1996年、NTV） - 聖華

### 映画
- ずべ公番長 夢は夜ひらく（1970年、東映）
- 経験（1970年、東映）
- 阿寒に果つ（1975年、東宝） - 時任純子
- 童貞（1975年、松竹） - 高野圭子
- 凍河（1976年、松竹） - 阿里葉子
- ひとごろし（1976年、松竹） - かね
- 少林寺拳法 ムサシ香港に現わる（1976年、松竹） - 柴田玲子
- 粋な芝居は即興で（1982年）
- 免許がない!（1994年、東宝） - 夕顔ルリ子

### 情報・バラエティ番組
- 日曜8時、笑っていただきます（1970年、TBS）
- ベスト30歌謡曲（1972年 - 1973年、NET） - 愛川欽也とのコンビで司会を担当
- クイズこれはウマい!（1988年、TBS）

### CM
- ロッテチョコレート（1970年）
- ポーラ化粧品（1981年）
- 花王 「ファミリーフレッシュ」（1981年 - 1982年、新発売時）
- トステム (1992年)
- ネスレ「アフターエイト」（2006年）- 夫婦でCM初共演
- 美カンヌ化粧品（2013年）

## 歌手活動
「五十嵐じゅん」として活動していた1971年にユニオンレコード（テイチクのレーベル名）よりレコードデビュー。自作の詩がレコードに収録された事もある。

### シングルレコード
1. 幸せの行方 / あなたは魔法（US-710）71.06
  - 幸せの行方
    - 作詞：わだじゅんこ／作曲：鈴木邦彦／編曲：鈴木邦彦

  - あなたは魔法
    - 作詞：小谷夏／作曲：ミッキー・カーチス／編曲：鈴木邦彦
2. ちいさな初恋 / 美しい時間（US-721）71.10
  - ちいさな初恋
    - 作詞：林春生／作曲：鈴木邦彦／編曲：鈴木邦彦

  - 美しい時間
    - 作詞：わだじゅんこ／作曲：鈴木邦彦／編曲：鈴木邦彦
3. 愛のシーズン / あふれる愛に（US-738）72.05
  - 愛のシーズン
    - 作詞：林春生／作曲：筒美京平／編曲：高田弘

  - あふれる愛に
    - 作詞：橋本淳／作曲：筒美京平／編曲：高田弘
4. ひみつのお別れ / その時あなたは（US-757）72.09
  - ひみつのお別れ
    - 作詞：落合恵子／作曲：森田公一／編曲：森田公一

  - その時あなたは
    - 作詞：落合恵子／作曲：森田公一／編曲：森田公一
5. 垣根の向う / 帰り道（US-780）72
  - 垣根の向う
    - 作詞：千家和也／作曲：宮内國郎／編曲：竜崎孝路

  - 帰り道
    - 作詞：千家和也／作曲：田山雅充／編曲：竜崎孝路

### ミニアルバム
- ひとりぼっちの詩（JUW-501）
  - ※4曲入りコンパクト盤仕様。じゅんのカラーフォト・ストーリー 12Pブックレット付き。両面の「ひとりぼっちの詩」は自作詩の朗読。
    - A1.ひとりぼっちの詩（その一）
      - 作詞：五十嵐じゅん／作曲：鈴木邦彦／編曲：鈴木邦彦

    - A2.ちいさな初恋
      - 作詞：林春生／作曲：鈴木邦彦／編曲：鈴木邦彦

    - B1.幸せの行方
      - 作詞：わだじゅんこ／作曲：鈴木邦彦／編曲：鈴木邦彦

    - B2.ひとりぼっちの詩（その二）
      - 作詞：五十嵐じゅん／作曲：鈴木邦彦／編曲：鈴木邦彦

### アルバム
- ファースト・アルバム（1972年、ULP-2010）
  - 垣根の向う
    - 作詞：千家和也／作曲：宮内國郎／編曲：竜崎孝路

  - 帰り道
    - 作詞：千家和也／作曲：田山雅充／編曲：竜崎孝路

  - 愛の時間
    - 作詞：千家和也／作曲：宮内國郎／編曲：竜崎孝路

  - 私も女の子
  - ひみつのお別れ
    - 作詞：落合恵子／作曲：森田公一／編曲：森田公一

  - 合歓の花
  - 秘密の出来事
    - 作詞：千家和也／作曲：森田公一／編曲：竜崎孝路

  - 初恋のひと
    - 作詞：有馬三恵子／作曲：鈴木淳／編曲：竜崎孝路

  - 小指の想い出
    - 作詞：有馬三恵子／作曲：鈴木淳／編曲：竜崎孝路

  - 雲にのりたい
    - 作詞：大石良蔵／補作詞：なかにし礼／作曲：鈴木邦彦／編曲：竜崎孝路

  - 雪
    - 作詞：吉田拓郎／作曲：吉田拓郎／編曲：竜崎孝路

  - ちいさな初恋
    - 作詞：林春生／作曲：鈴木邦彦／編曲：竜崎孝路